# 光と君へのレクイエム
「光と君へのレクイエム」（ひかりときみへのレクイエム）は、2013年10月9日に発売された山下達郎通算48作目のシングル。

## 解説
前作「愛してるって言えなくたって」以来、2年7か月ぶりのシングル。タイトル曲の「光と君へのレクイエム」は、映画『陽だまりの彼女』の主題歌として書き下ろされた。映画主題歌を担当するのは2010年の『てぃだかんかん〜海とサンゴと小さな奇跡〜』での「希望という名の光」以来、3年5か月振りとなる。山下は「何よりまずとにかく、上野樹里さんと松潤くんのクローズ・アップがたまらなく素敵な映画です。彼らの持つ若さと清廉さを歌にしてみたくてこの曲を作りました」とコメントしている。また、映画のテーマソングには、松本演じる奥田浩介が、上野演じる渡来真緒にビーチ・ボーイズを聴かせる場面に登場する「素敵じゃないか」が使われている。
カップリングには、2013年春にNHK総合で放送されたドラマ10『第二楽章』の主題歌として書き下ろされた「コンポジション」を収録。同曲について山下は「“純粋さ”と“繊細さ”を最重点にした音楽賛歌のラブソング」とコメントしている。
後に「光と君へのレクイエム」「コンポジション」両曲とも、2022年リリースのアルバム『SOFTLY』に収録された。なお、「コンポジション」は『SOFTLY』収録のものとミックスが異なるニュー・リミックスバージョンが『山下達郎のサンデー・ソングブック』で放送された。

## プロモーション、マーケティング
初回プレス分のみ、オリジナル特典が当たる発売記念キャンペーン応募はがき封入。

## ミュージック・ビデオ
シングル・リリースに先がけ、『陽だまりの彼女』のスピンオフ作品として映画と同じく三木孝浩が監督を務めたPVが公開され、主役の松本とヒロイン役を務める上野が登場するバージョン、上野をフィーチャーしたバージョン、2人の中学時代を演じる北村匠海と葵わかなを捉えたバージョンの計3パターンが制作された。YouTubeでは北村&葵バージョンが公開されている。

## 収録曲
| - - ℗2013 TENDERBERRY & HARVEST INC. UNDER EXCLUSIVE LICENSE TO WARNER MUSIC JAPAN INC., A WARNER MUSIC GROUP COMPANY. - ©2013 WARNER MUSIC JAPAN INC. ALL RIGHTS RESERVED. UNAUTHORIZED DUPLICATION IS A VIOLATION OF APPLICABLE LAWS. MADE IN JAPAN. 全作詞・作曲・編曲: 山下達郎。 |                                                        |          |            |      |
| # | タイトル                                               | 作詞     | 作曲・編曲 | 時間 |
| 1. | 「光と君へのレクイエム」(映画『陽だまりの彼女』主題歌) | 山下達郎 | 山下達郎   | 3:45 |
| 2. | 「コンポジション」(NHKドラマ10『第二楽章』主題歌)      | 山下達郎 | 山下達郎   | 5:13 |
| 3. | 「光と君へのレクイエム (Original Karaoke)」            | 山下達郎 | 山下達郎   | 3:45 |
| 4. | 「コンポジション (Original Karaoke)」                  | 山下達郎 | 山下達郎   | 5:10 |
| 合計時間: | 合計時間:                                              | 17:53    |            |      |

## クレジット

### 光と君へのレクイエム
| Words & Music by 山下達郎                               |
|                                                         |
| ©2013 by SMILE PUBLISHERS INC. & TOHO MUSIC CORPORATION |
|                                                         |

| 山下達郎 | : | - Computer Programming, Acoustic Guitar, Electric Guitar, - Keyboards, Percussion & Background Vocals |

| 橋本茂昭 : Computer Programming & Synthesizer Operation |

### コンポジション
| Words & Music by 山下達郎                                                          |
|                                                                                    |
| ©2013 by NHK PUBLISHING, INC. & SMILE PUBLISHERS INC. & TENDERBERRY & HARVEST INC. |
|                                                                                    |

| 山下達郎 | : | - Computer Programming, Electric Guitar, Keyboards, - Percussion & Background Vocals |

| 橋本茂昭 : Computer Programming & Synthesizer Operation |

### スタッフ
- Back Cover Photo by 岩崎眞子

## リリース日一覧
| 地域 | タイトル                              | リリース日    | レーベル                  | 規格           | 品番       | 備考                                                     |
| ---- | ------------------------------------- | ------------- | ------------------------- | -------------- | ---------- | -------------------------------------------------------- |
| 日本 | 光と君へのレクイエム / コンポジション | 2013年10月9日 | MOON ⁄ WARNER MUSIC JAPAN | 12cmCDシングル | WPCL-11607 | 初回プレス分のみ、オリジナル特典が当たる応募ハガキ付き。 |

## 収録アルバム
| # | タイトル | リリース日    | レーベル                  | 規格 | 品番                           | 備考                                                                 |
| - | -------- | ------------- | ------------------------- | ---- | ------------------------------ | -------------------------------------------------------------------- |
| 1 | SOFTLY   | 2022年6月22日 | MOON ⁄ WARNER MUSIC JAPAN | 2CD  | WPCL-13359/60【初回限定盤】    | 「光と君へのレクイエム」「コンポジション」を新たなミックスにて収録。 |
| 1 | SOFTLY   | 2022年6月22日 | MOON ⁄ WARNER MUSIC JAPAN | CD   | WPCL-13361【通常盤】           | 「光と君へのレクイエム」「コンポジション」を新たなミックスにて収録。 |
| 1 | SOFTLY   | 2022年6月22日 | MOON ⁄ WARNER MUSIC JAPAN | 2LP  | WPJL-10155/6【完全限定生産盤】 | 「光と君へのレクイエム」「コンポジション」を新たなミックスにて収録。 |
| 1 | SOFTLY   | 2022年6月22日 | MOON ⁄ WARNER MUSIC JAPAN | CT   | WPTL-10004【完全生産限定】     | 「光と君へのレクイエム」「コンポジション」を新たなミックスにて収録。 |